# Bastiaan van Schaik
Bastiaan van Schaik (Amsterdam, 9 september 1969) is een Nederlands stylist.
Van Schaik volgde van 1989 tot 1993 de opleiding Small Business aan de Hogeschool Haarlem. Hij begon zijn stylistcarrière als assistent van stylist en artdirector Maarten Spruyt. Sinds 2007 is Van Schaik stylist van de C’est Briljant modeshow tijdens de Amsterdam International Fashion Week.

## Tijdschriften
Van Schaik werkte vanaf 2000 bij Avantgarde en was daar tot 2009 fashion director. Vanaf 2004 is Bastiaan daarnaast creative director voor Briljant magazine. Van Schaik is hoofdredacteur van het tijdschrift The Luxury List. Begin 2012 volgde Van Schaik Eva Hoeke op als hoofdredacteur van vrouwenblad Jackie op.

## Televisie
Vanaf 2005 is Van Schaik op televisie te zien. Eerst als lifestyle deskundige bij RTL Boulevard en later Holland's Next Top Model. Hierna was hij actief bij Benelux' Next Top Model en SBS Shownieuws. Van Schaik was ook presentator van het programma Stylist van de Sterren. In 2019 deed hij mee aan The Big Escape. Ook was hij te zien in K2 zoekt K3 (Winnares: Josje Huisman, afl 5).